# Championnat de France masculin de basket-ball
Pour les articles homonymes, voir Pro A.
Le championnat de France de basket-ball, nommé Nationale 1 jusqu'en 1993, Pro A de 1993 à 2018, Jeep Élite du 1er mars 2018 à 2021 puis Betclic Élite depuis la saison 2021-2022, est une compétition annuelle mettant aux prises les seize meilleurs clubs professionnels de basket-ball en France. Le premier titre de champion de France est décerné en 1921. Depuis 1987, c'est la Ligue nationale de basket-ball qui organise la compétition.
Au cours de sa longue histoire, le championnat de France a été marqué à plusieurs reprises par des cycles de domination de certains clubs. Dans l'ordre chronologique, on relève l'hégémonie du Foyer alsacien Mulhouse (1924-1931), de l'ASVEL Lyon-Villeurbanne (années 1950, 1960 et 1970) puis celle du Limoges CSP et de l'Élan béarnais Pau-Orthez (années 1980 et 1990). Mais c'est bel et bien la rivalité spectaculaire entre les limougeauds et les béarnais qui porte alors le championnat à son plus haut niveau, avec de grands noms du basket-ball français comme Richard Dacoury ou encore Didier Gadou. Ainsi, un grand nombre de clubs se sont développés davantage avec la construction de nouvelles grandes salles et l'amélioration des centres de formation. Plus tard, la participation d'investisseurs aux moyens financiers importants permettra l'arrivée d'un nombre bien plus important de grands joueurs internationaux.
La formule du championnat a beaucoup évolué. Depuis la saison 1995-1996, il se déroule en deux phases : une phase appelée saison régulière où chaque équipe s'affronte en match aller et retour et une phase finale de série éliminatoire appelée playoffs regroupant les huit meilleures équipes de la saison régulière, se jouant au meilleur des trois matchs en quart et demi-finales, puis au meilleur des cinq matchs en finale, depuis 2013. Les deux derniers sont relégués en Pro B et sont remplacés par l'équipe classée première de Pro B à l'issue de la saison régulière et par le vainqueur des playoffs de Pro B.
L'ASVEL Lyon-Villeurbanne est le club le plus couronné avec 21 titres.

## Historique

### Mulhouse en premier patron, les pionniers (1921-1948)

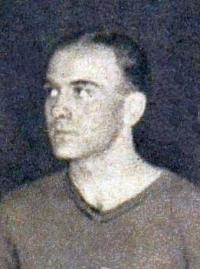
Robert Busnel, icône de Mulhouse.

En 1921, la première édition du championnat fut remporté par le Stade français. Mais l'équipe qui se distingue le plus des autres est bien le Foyer alsacien Mulhouse. Cette équipe alsacienne, qui compte dans ses rangs l'un des premiers grands joueurs du championnat de France, l'intérieur Robert Busnel en 1930 et André Tondeur, réalise un triplé entre 1924 et 1926 ainsi qu'un quadruplé inédit dans l'histoire du basket français entre 1928 et 1931. Le club dispute une dernière finale en 1934 et disparait en 1949.
Entre 1932 et 1948, plusieurs équipes dominent tour à tour le championnat comme Reims, avec Étienne Onimus dans ses rangs, qui gagne le championnat en 1932 et 1933. Lille parvient trois ans de suite en finale en remportant un titre en 1934. L'US Métro dispute sept finales (deux fois vainqueur) entre 1936 et 1944. Le CA Mulhouse, rival du Foyer alsacien Mulhouse, l'emporte en 1935 et 1937. Le SCPO Paris se fait remarquer avec deux titres en 1936 et 1938. Grenoble, remporte deux titres en 1943 et 1944 avant de disparaitre aussitôt. Championnet, qui voit passer Henri Lesmayoux, Lyon et Marseille disputent tour à tour deux finales consécutives en remportant chacun un titre.

### La domination de Villeurbanne, l'éclosion de Tours puis du Mans (1948-1982)

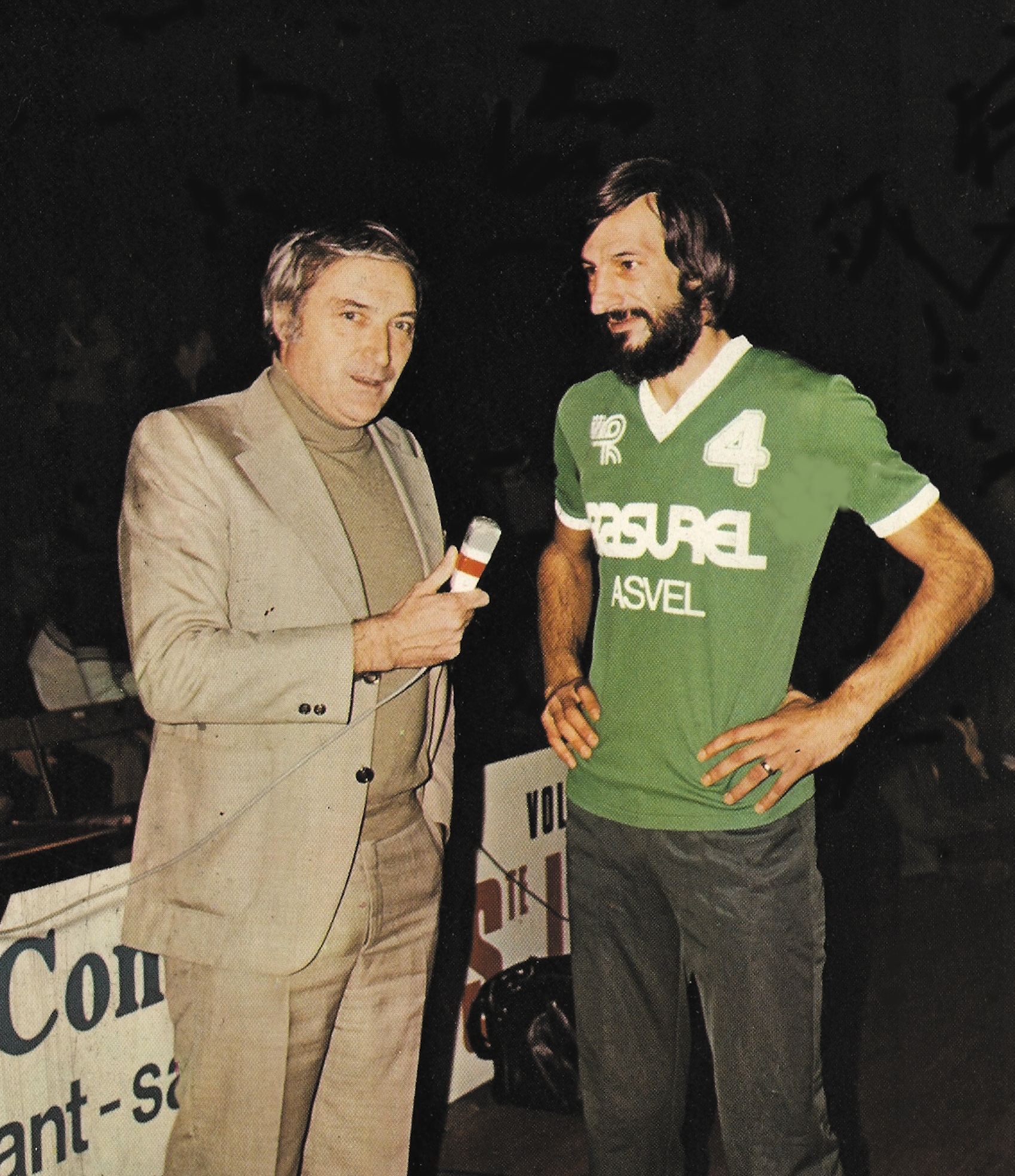
Alain Gilles (ici à droite), 8 fois champion de France avec l'ASVEL, au micro du journaliste de télévision Jean Raynal.

Le premier club dominant de l'après-guerre est l'ASVEL Lyon-Villeurbanne où évolue l'arrière André Buffière. Créé en 1948, le club acquiert dès 1949 son premier titre national, enchaîne avec deux nouveaux titres en 1950 et 1952 et réalise un triplé de 1955 à 1957. Le club villeurbannais voit passer des joueurs de premier plan dont François Nemeth, Henri Rey, Raymond Sahy et Gérard Sturla. Il est la principale attraction d'un championnat qui monte en niveau.
Au sein de cette progression de l'ASVEL, quelques équipes vont s'illustrer. Le Racing club de France et ses internationaux Roger Antoine et Jacques Freimuller se révèlent avec trois titres en 1951, 1953 et 1954. Charleville-Mézière et Jean-Paul Beugnot s'imposent en 1958 et 1960. La Chorale de Roanne, rivale de l'ASVEL, remporte le titre en 1959 avec son pilier André Vacheresse. L'Alsace de Bagnolet (avec Jean-Marie Jouaret) l'emporte coup sur coup en 1961 et 1962. Paris UC, où évolue Roger Antoine, apparait deux années de suite en finale en remportant le titre en 1963.
L'ASVEL revient au premier plan avec huit titres empochés entre 1964 et 1977 avec des joueurs comme le meneur Alain Gilles, Henri Grange, Gérard Lespinasse, Michel Le Ray, Bernard Magnin et Bob Purkisher. En 1965, Denain fraichement promu et qui compte dans ses rangs Jean Degros et Jean-Pierre Staelens l'emporte. L'équipe de Berck, entourée de ses talents Pierre Galle et Yves-Marie Vérove, parvient à se faire une place avec deux titres en 1973 et 1974. L'ASVEL, avec Philip Szanyiel, remporte un nouveau titre en 1981 avant une longue période de disette.
L'ASPO Tours s'impose en 1976 et 1980 après avoir terminé vice-champion en 1975. Le club tourangeau, entraîné par l'illustre Pierre Dao qui compose avec sa vedette L.C. Bowen et des joueurs parmi les meilleurs internationaux français tels que Jacques Cachemire et Georges Vestris, devient une place forte du basket-ball français. Mais la dynamique se rompt à cause d'un litige financier opposant la section amateur à la section professionnelle.
Le Mans Sarthe Basket apparaît sur le devant de la scène en gagnant le titre en 1978, 1979 et 1982 et en terminant finaliste en 1980 et 1981. Autour de joueurs de renom tels que Floyd Allen, Éric Beugnot, Hervé Dubuisson, Claude Gasnal, Jacky Lamothe ou encore Claude Peter, le club sarthois est l'acteur majeur de la fin des années 1970 et du début des années 1980.

### Le duel entre Limoges et Pau-Orthez, l'émulation d'Antibes (1982-2000)

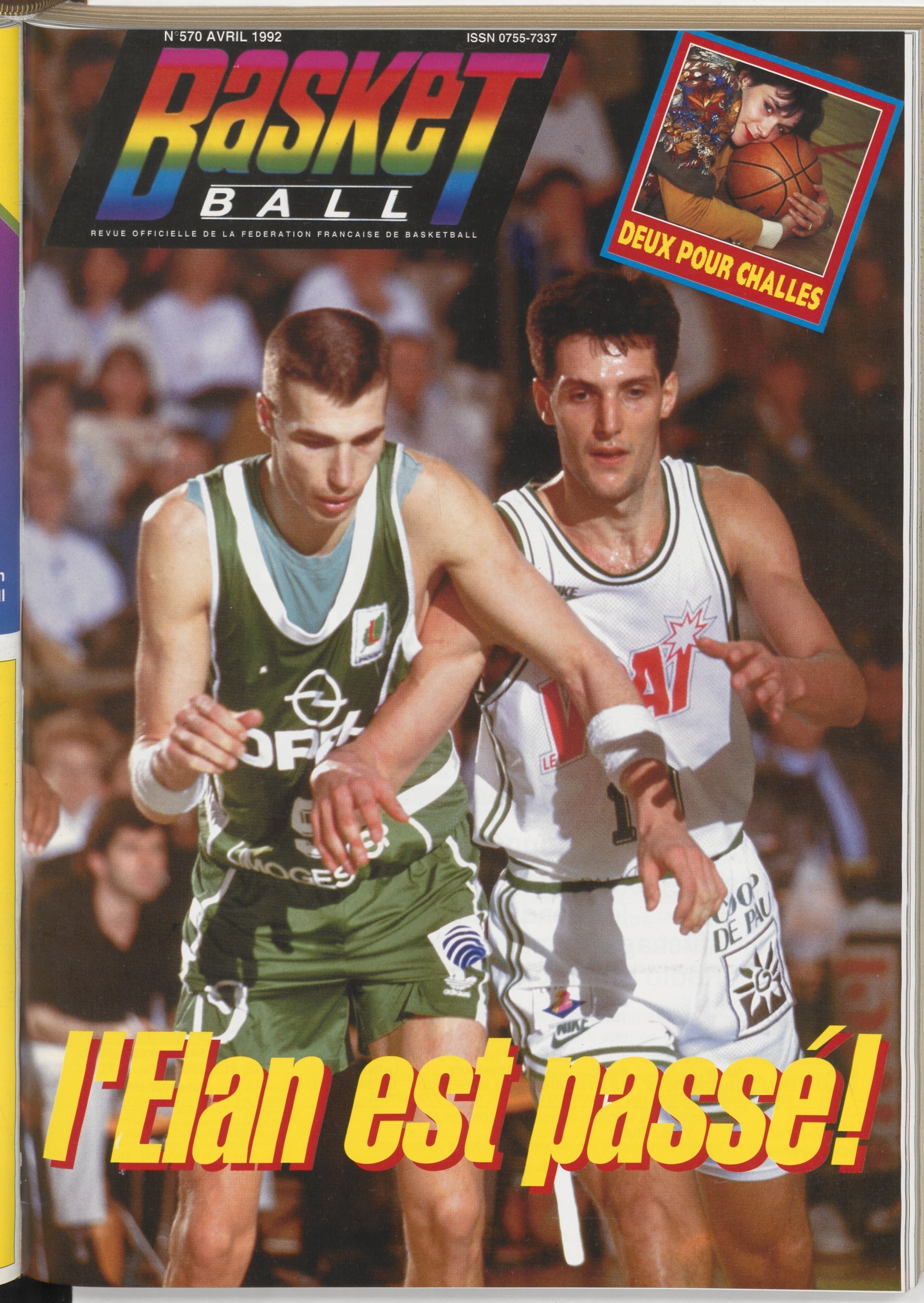
Stéphane Ostrowski (Limoges) et Didier Gadou (Pau-Orthez), figures des deux grands clubs rivaux.

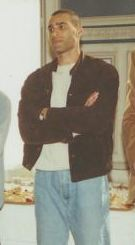
Richard Dacoury, capitaine emblématique de Limoges.

Le Limoges CSP, conduit par des joueurs comme Apollo Faye, l'explosif ailier Ed Murphy et Jean-Michel Sénégal, devient un club phare du championnat en étant l'auteur d'un triplé de 1983 à 1985 puis d'un second (1988 à 1990) autour d'une équipe exceptionnelle composée de Michael Brooks, Don Collins, Richard Dacoury (précurseur du Slam dunk en France) et Stéphane Ostrowski. Innovant dans un jeu rapide et très offensif, le CSP dépasse souvent la barre des 100 points en match et assure le spectacle à chacune de ses sorties. La réussite du club repose aussi sur le développement de sa politique de recrutement (Gregor Beugnot, Jim Bilba, Ken Dancy, Mike Davis, Marc M'Bahia, Glenn Mosley...). La signature, en 1985, du tout premier joueur All-Star NBA dans l'histoire du championnat de France, Billy Knight, confirme la stratégie du club de cibler et recruter des grands talents. L'équipe enchaîne ainsi une série inédite de huit finales consécutives entre 1987 et 1994 dont cinq remportées.
L'Élan béarnais Pau-Orthez devient, lui aussi, l'un des clubs phares du championnat par sa rivalité sans précédent avec le Limoges CSP. Emmenés par Howard Carter, Benkali Kaba ou encore Tom Scheffler, les Béarnais, qui misent aussi sur leur centre de formation (Mathieu Bisséni, Freddy Hufnagel...), remportent le titre deux fois de suite en 1986 et 1987 et deviennent un sérieux concurrent pour les limougeauds. Le club béarnais, qui voit passer Jean-Luc Deganis, Frédéric Domon, Valéry Demory, Skeeter Jackson et Mike Jones, est finaliste en 1989 et remporte son troisième titre en 1992.
Cette rivalité entre Limoges et Pau-Orthez donne naissance au Classico, phénomène qui va déchaîner les passions durant deux décennies. Les deux clubs se disputent le titre pendant plus de dix ans et se rencontrent en finale à cinq reprises entre 1987 et 1998. Les confrontations se déroulent dans des ambiances électriques donnant lieu à quelques échauffourées entre joueurs comme lors de la finale 1987 entre Paul Henderson et Clarence Kea ou encore lors des demi-finales 1994 entre Franck Butter et Marcus Webb, sans oublier les accrochages dans la presse entre les deux dirigeants Xavier Popelier et Pierre Seillant. De nombreux joueurs participent à cette rivalité dont Frédéric Forte, Gheorghe Mureșan (mesurant 2,31 mètres, il est le plus grand joueur, en taille, de l'histoire du championnat de France), Antoine Rigaudeau, Moustapha Sonko, Michael Young et Jurij Zdovc ainsi que de grands entraîneurs comme Claude Bergeaud, George Fisher, Michel Gomez, Božidar Maljković et Jacques Monclar.

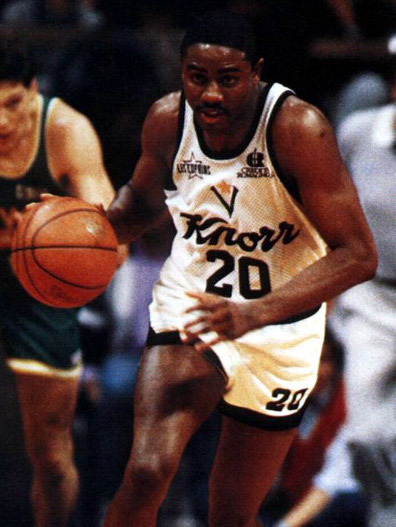
Micheal Ray Richardson, champion de France 1995 avec Antibes.

L'Olympique d'Antibes s'invite également dans les débats, dans les années 1990, en disputant quatre finales en six ans dont deux titres en 1991 et 1995 grâce à des joueurs comme Laurent Foirest, Hugues Occansey, Micheal Ray Richardson, Willie Redden, David Rivers et Billy Williams. Les azuréens, entraînés par Jacques Monclar, se présentent comme la principale équipe pouvant faire tomber l'un des deux ténors du championnat jusqu'en 1996.
Limoges remporte deux nouveaux titres en 1993 et 1994. L'EB Pau-Orthez des frères Didier Gadou et Thierry Gadou et de Frédéric Fauthoux, devient l'équipe dominante du championnat entre 1996 et 1999 avec trois nouveaux titres.
Le Paris Basket Racing, composé de Laurent Sciarra, J.R. Reid ou encore Stéphane Risacher, remporte, à la surprise générale, le titre en 1997.
L'ASVEL tente d'exister, parvenant quatre fois en finale (entre 1996 et 2000) mais sans pouvoir l'emporter malgré l'apport de joueurs comme Georgy Adams, Alain Digbeu, Darren Henrie, Marlon Maxey et Crawford Palmer. L'entraîneur Gregor Beugnot, qui a eu sous ses ordres l'exceptionnel meneur de jeu Delaney Rudd, place l'ASVEL en sérieux concurrent au titre à la fin des années 1990.
Le Limoges CSP obtient encore un titre en 2000 avec notamment Yann Bonato, Marcus Brown, Frédéric Weis et Harper Williams. Cette prospérité a incité plusieurs clubs à se développer davantage au niveau des infrastructures. La qualité du jeu, en constante évolution, a haussé le niveau d'un championnat devenu très compétitif.

### La période d'alternances (2000-2018)

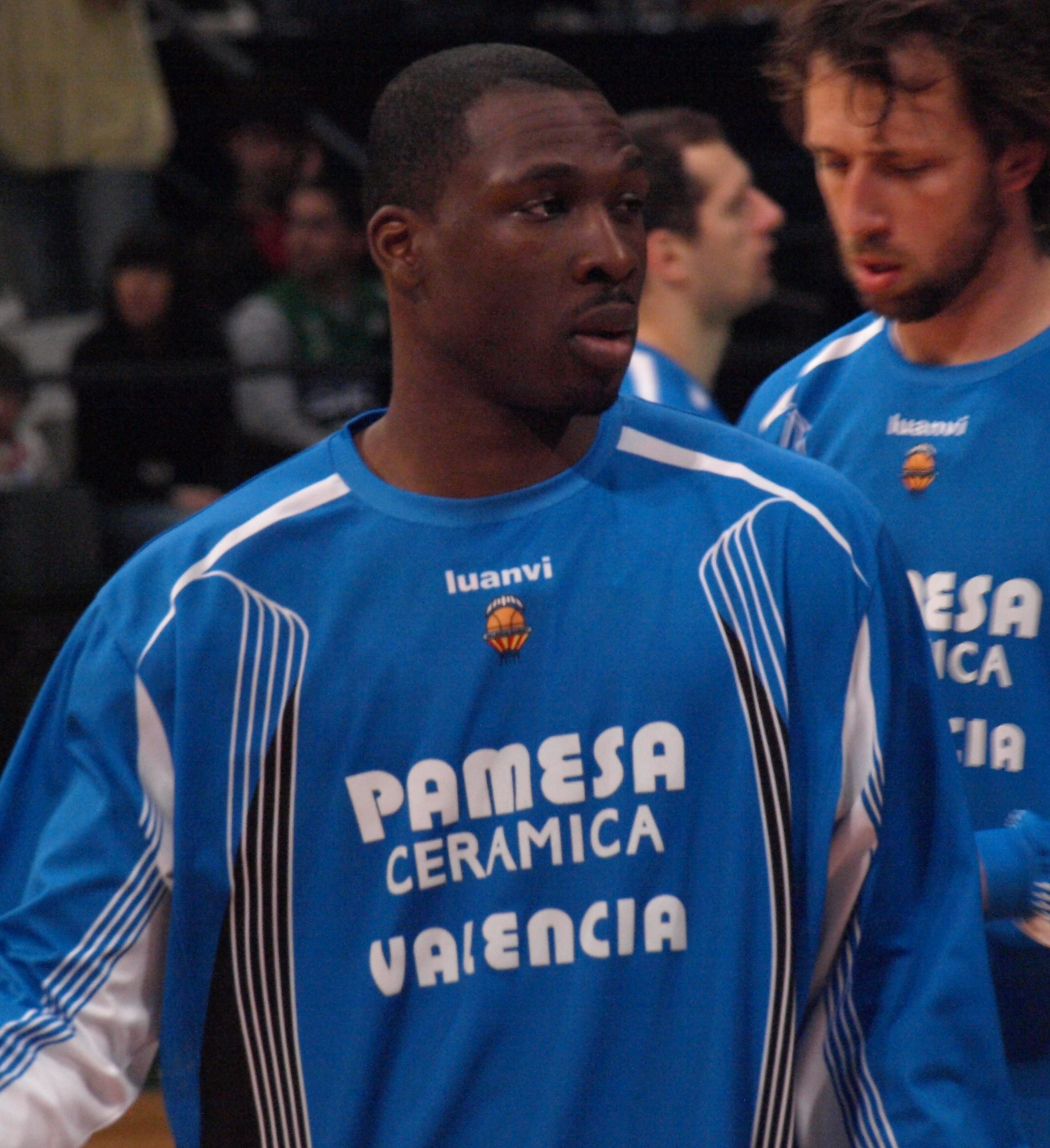
Florent Piétrus, champion de France en 2001, 2003 et 2004 avec Pau-Orthez.

En 2001, et avec la relégation administrative du Limoges CSP en Pro B provoquée par une crise financière, une nouvelle rivalité voit le jour entre l'ASVEL et Pau-Orthez qui se disputent le titre jusqu'en 2003. Pau-Orthez profite de cette situation pour remporter trois nouveaux titres en 2001, 2003 et 2004 avec ses étoiles Boris Diaw, Roger Esteller, Florent Piétrus et Mickaël Piétrus. L'ASVEL, entraîné par Bogdan Tanjević qui compose une nouvelle équipe autour de Kyle Hill, Nikola Radulović et Nikola Vujčić, remporte un titre en 2002. L'effondrement financier et sportif du Limoges CSP ainsi que la baisse de régime de l'EB Pau-Orthez et de l'ASVEL vont rendre le championnat de France moins attrayant mais aussi révéler de nouveaux clubs.
En 2005, le premier sacre de la SIG Strasbourg inspire d'autres clubs restés longtemps dans l'ombre des ténors habituels. Le Mans, entraîné par Vincent Collet, remporte un nouveau titre en 2006, 24 ans après son dernier sacre.

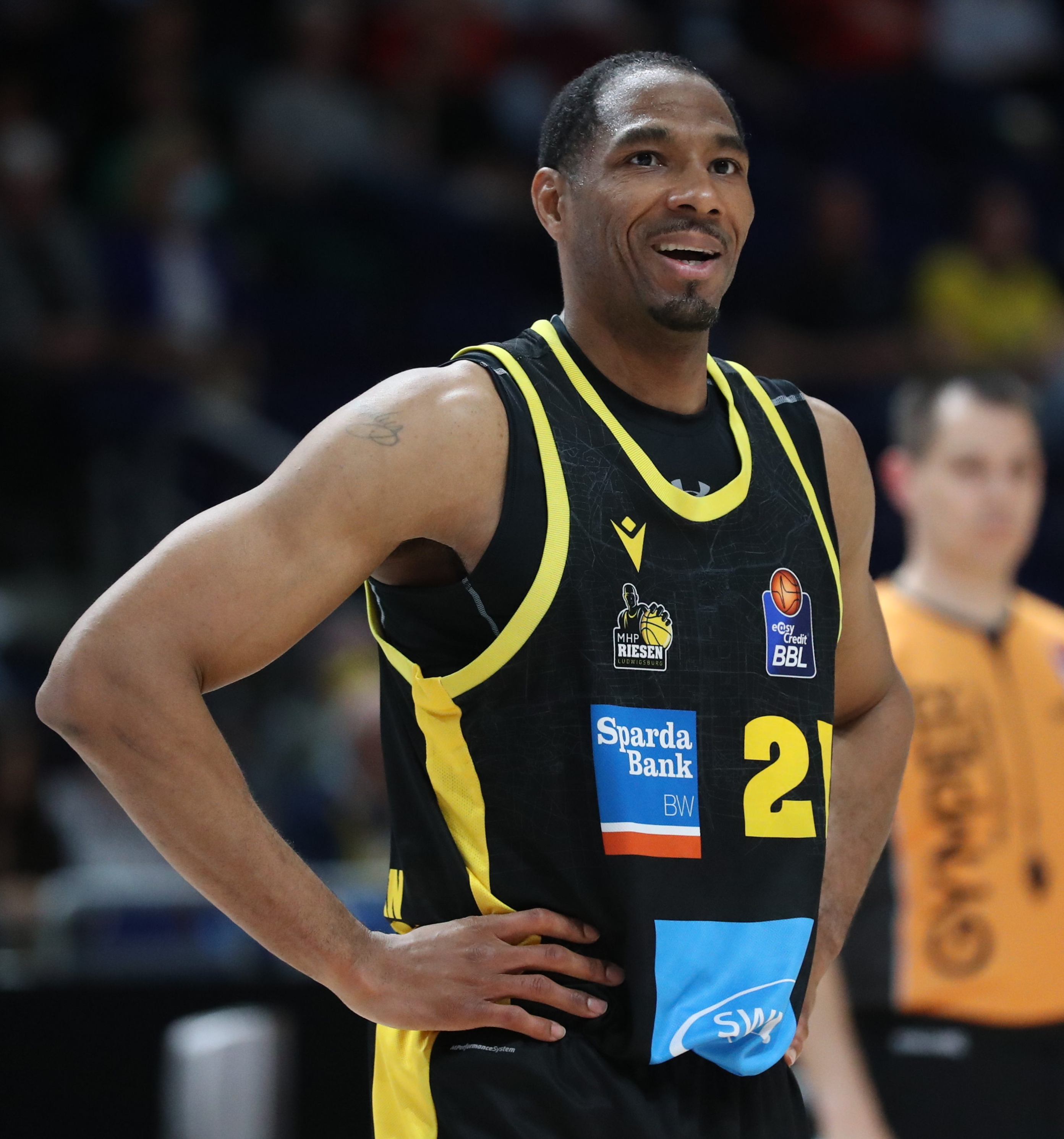
Tremmell Darden, champion de France 2011 avec Nancy.

Le SLUC Nancy apparaît alors comme la nouvelle équipe montante et dispute cinq finales entre 2005 et 2011, l'emportant à deux reprises en 2008 et 2011. Le SLUC est l'un des acteurs majeurs du championnat jusqu'en 2015. Durant une dizaine d'années, le club nancéien a vu passer des joueurs prestigieux comme Tremmell Darden, Randal Falker, Ricardo Greer, Cyril Julian, Tariq Kirksay et Florent Piétrus ainsi que des entraîneurs de renom comme Jean-Luc Monschau et Alain Weisz.
La Chorale de Roanne et Dewarick Spencer disputent deux finales consécutives avec un titre en 2007. Le Cholet Basket porté par Mickaël Gelabale, John Linehan et Samuel Mejia fait de même avec un titre en 2010. Entre-temps, l'ASVEL s'impose en 2009 avec Laurent Foirest, Amara Sy et Ali Traoré. La JSF Nanterre, avant-dernier budget du championnat et entraîné par Pascal Donnadieu, crée l'exploit en 2013.
Guidé par Nobel Boungou Colo et Adrien Moerman, le Limoges CSP, qui s'est reconstruit, retrouve temporairement son prestige d'antan avec un nouveau doublé en 2014 et 2015. L'ASVEL, qui monte en puissance, remporte le titre en 2016 autour de Charles Kahudi, Casper Ware et Darryl Watkins. L'Élan Chalon remporte, avec Cameron Clark, John Roberson, Moustapha Fall, en 2017 son deuxième titre après celui obtenu en 2012 avec Blake Schilb et Malcolm Delaney.
Strasbourg arrive à cinq reprises consécutives (de 2013 à 2017) en finale du championnat mais s'incline pour chacune. L'apport de joueurs internationaux comme David Andersen, Alexis Ajinça, Antoine Diot, Ricardo Greer, Erik Murphy ou encore du champion NBA 2011 Rodrigue Beaubois et de l'entraineur Vincent Collet n'a pas permis au club d'obtenir un nouveau titre.
Avec Justin Cobbs, Chris Lofton et Romeo Travis Le Mans ponctue cette période très ouverte en l'emportant à nouveau en 2018.

### Une nouvelle ère (depuis 2018)

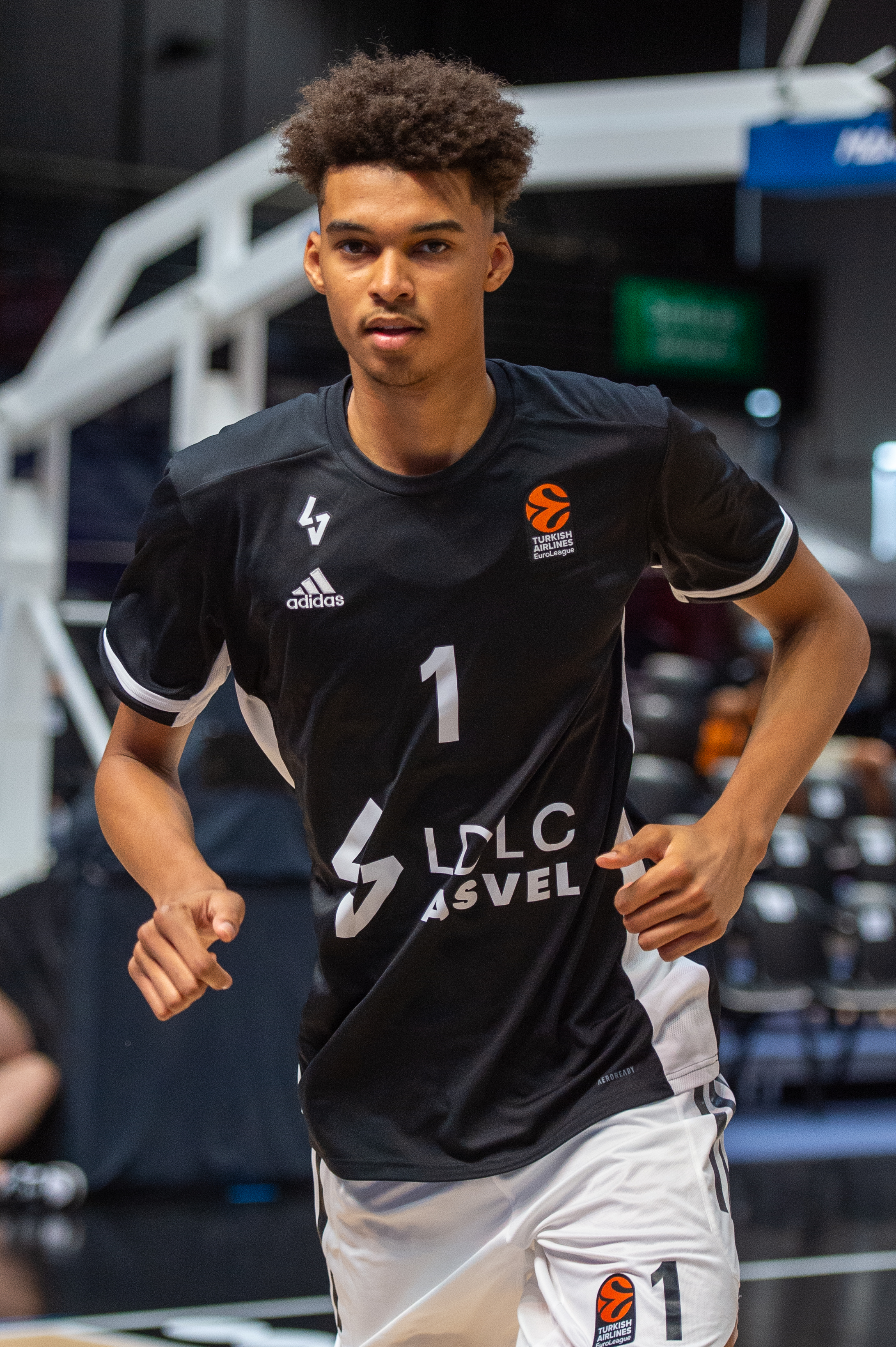
Victor Wembanyama, champion de France 2022 avec l'ASVEL.

Depuis quelques années, d'ambitieux et riches investisseurs misent sur des clubs français. C'est le cas pour l'ASVEL, dirigé par Tony Parker (ancienne gloire de la NBA), qui devient actionnaire majoritaire et rêve d'en refaire la meilleure équipe française. Le club applique une brillante politique de recrutement (Miro Bilan, Moustapha Fall,Thomas Heurtel, Mantas Kalnietis, Adreian Payne, le champion NBA 2012 et 2013 Norris Cole, Victor Wembanyama, Guerschon Yabusele...). Le club villeurbannais mise également sur sa formation avec de jeunes joueurs prometteurs comme Livio Jean-Charles, Théo Maledon, Amine Noua et Matthew Strazel. L'ASVEL, entraînée successivement par Zvezdan Mitrović et Terence Parker, domine sans partage le championnat de France avec trois nouveaux titres en 2019, 2021 et 2022.
L'AS Monaco se présente comme le principal rival de l'ASVEL. Serhiy Diadetchko en devient le mécène et il fait signer un grand nombre de joueurs américains ayant évolué en NBA ou dans les meilleurs clubs européens comme Dwayne Bacon, Dee Bost, Donta Hall, Mike James ou encore Will Thomas. Monaco engage aussi des joueurs internationaux français tels que Jerry Boutsiele, Paul Lacombe, Billy Yakuba Ouattara et Léo Westermann ainsi que deux entraîneurs réputés, Zvezdan Mitrović puis Saša Obradović. Le club remporte le titre en 2023 et en 2024. En composant avec des joueurs et entraîneurs de premier plan, les deux clubs redynamisent le championnat.
L'arrivée du Paris Basketball en 2021 permet d'intégrer un nouveau souffle au championnat : en effet, avec sa nouvelle salle de l'Adidas Arena ouverte en 2024, le championnat atteint des affluences jamais vue avant.

## Les clubs français dans les compétitions européennes
- Le Limoges CSP remporte l'Euroligue en 1993, trois Coupes Korać en 1982, 1983 et 2000 ainsi que la Coupe des Coupes en 1988.
- La JSF Nanterre remporte l'EuroChallenge en 2015 et la Coupe FIBA en 2017.
- L'Élan béarnais Orthez remporte la Coupe Korać en 1984.
- Le SLUC Nancy remporte la Coupe Korać en 2002.
- L'AS Monaco remporte l'EuroCoupe en 2021.
- Le Paris Basketball remporte l’EuroCoupe en 2024.

Plusieurs clubs se sont distingués en terminant finaliste d'un trophée européen, c'est le cas en Coupe Korać pour le Limoges CSP en 1987. C'est aussi le cas en Coupe des Coupes pour la JA Vichy en 1970, l'ASPO Tours en 1976, l'ASVEL Lyon-Villeurbanne en 1983 et l'Élan Chalon en 2001. En 2004, la JDA DIjon échoue en finale de l'EuroCup Challenge. Il en est de même en EuroChallenge pour le Cholet Basket en 2009 et l'Élan Chalon en 2012. En EuroCoupe, Strasbourg est finaliste en 2016 et la Jeunesse laïque de Bourg-en-Bresse en 2024. L'Élan Chalon est finaliste de la Coupe FIBA en 2017 et l'AS Monaco est finaliste de la Ligue des champions en 2018 et de l'Euroligue en 2025. 
Enfin, trois clubs ont disputé le Final Four de l'Euroligue : le Limoges CSP en 1990 et 1995, l'ASVEL Lyon-Villeurbanne en 1997 et l'AS Monaco en 2023 et 2025.

## Représentation mondiale
Deux clubs ont eu l'honneur de représenter le championnat de France lors de l'Open McDonald's (remplacé par le NBA Europe Live Tour en 2006), tournoi disputé dans un format éliminatoire en une manche sèche entre les meilleures équipes continentales et des équipes NBA invitées :
- 1991 : le Limoges CSP se classe 3e (défaite 101-132 face aux Lakers de Los Angeles et victoire 105-91 contre le KK Split)
- 1993 : le Limoges CSP se classe 4e (défaites 85-101 face au Virtus Bologne et 119-123 contre le Real Madrid)
- 1997 : le Paris Basket Racing se classe 4e (défaites 82-89 face aux Bulls de Chicago et 78-88 contre l'Atenas de Córdoba).

## Évolution du championnat

### Ère amateur (1921-1987)
Le championnat de France de basket-ball se dispute déjà avant la Grande Guerre, mais la multiplication des fédérations rend la lecture des palmarès peu aisée. Il faut d’ailleurs attendre 1949 pour voir la mise en place du championnat moderne, même si un champion de France est officiellement désigné depuis 1921. Entre 1949 et 1956, le championnat est officiellement dénommé Prix Dubonnet, du nom de la marque de spiritueux qui parraine la compétition.
Les équipes du championnat se concentrent alors essentiellement sur la région parisienne et comptent beaucoup de patronages. À la fin des années 1960, l'élite se développe dans d'autres régions françaises et se compose alors de plus en plus d'équipes de province. Le championnat change souvent de nom et de formule et son organisation demeure amateur durant de nombreuses années.

### Ère professionnelle (depuis 1987)
La création de la « Commission exécutive de haut-niveau » en 1985 doit permettre d'y remédier en instaurant une structure gérant les aspects sportifs et commerciaux du championnat. Le 27 juin 1987, le « Comité des Clubs de Haut Niveau » est ainsi créé, suivi dans la foulée de la mise en place d'un championnat professionnel à deux divisions de 16 clubs, la Nationale 1A et la Nationale 1B. Cet organisme devient quelques années plus tard, le 24 novembre 1990, la Ligue nationale de basket-ball (LNB). Lors de la saison 1992-1993, la Nationale 1A est rebaptisée Nationale A1. Ce nom ne perdure qu'une seule saison avant l'instauration, pour la saison 1993-1994, de l'appellation actuelle des championnats professionnels, la Pro A et la Pro B.
En 2003, la Pro A passe de 16 à 18 clubs et ce durant trois saisons, avant de revenir à 16 clubs à compter de la saison 2006-2007, puis de nouveau à 18 clubs à partir de la saison 2014-2015. À partir de la saison 2024-2025, le championnat se joue de nouveau avec 16 clubs. Cette réforme était prévue pour débuter une saison plus tôt, mais la LNB a finalement décidé de repousser la mise en application.

## Organisation du championnat

### Formule

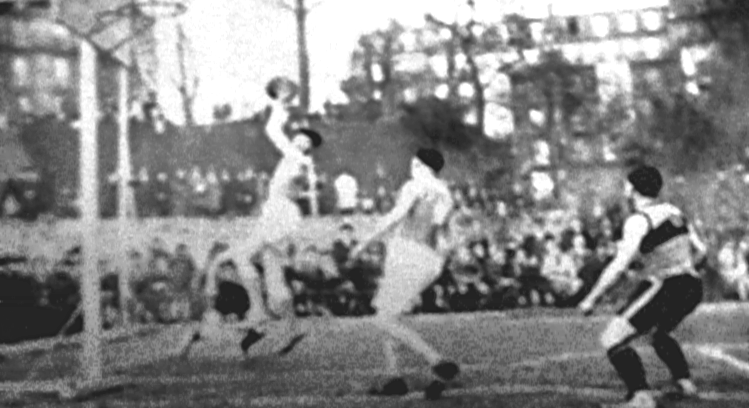
Finale du championnat de France entre Mulhouse et Roubaix en 1928.

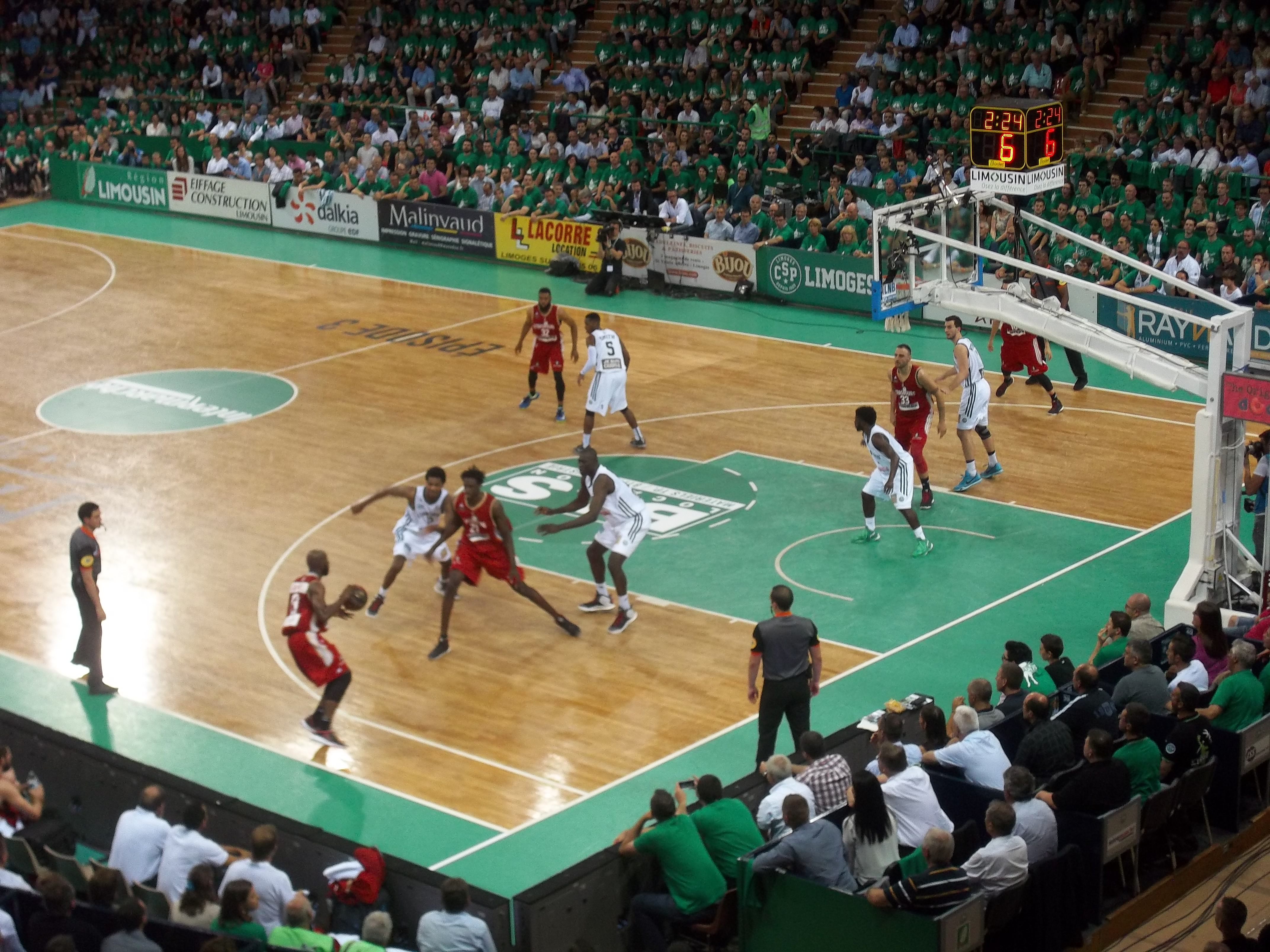
Finale de Pro A entre le Limoges CSP et la SIG Strasbourg en 2015.

La formule retenue pour la désignation du champion de France de basket-ball et le nombre de clubs qui participent à la compétition ont changé à de très nombreuses reprises. Dans la plupart des éditions depuis 1949, le championnat se déroule en deux phases :
- une phase appelée saison régulière où chaque équipe s'affronte en match aller et retour ;
- une phase finale de série éliminatoire appelée playoffs regroupant les meilleures équipes de la saison régulière.

Depuis la saison 2024-2025 et le retour de l'élite à 16 clubs, le championnat se déroule de la façon suivante :
Les seize équipes participant à la compétition s’affrontent en matches aller-retour, soit 30 matches de saison régulière. À l’issue des matchs aller, les équipes classées de 1 à 8 disputent la Leaders Cup.
À la fin de la saison régulière, les équipes classées de 1 à 6 sont automatiquement qualifiées en play-offs. Cependant depuis la saison 2024-2025, il y a les play-in, qui consistent à faire jouer les équipes classées de la 7e à la 10e place pour accéder aux play-offs. Les équipes classées 7e et 8e s'affrontent et le vainqueur est sélectionné pour les play-offs tandis que le perdant affronte le vainqueur du match opposant les équipes classées 9e et 10e. Enfin, les quarts de finale des play-offs est le schéma suivant :

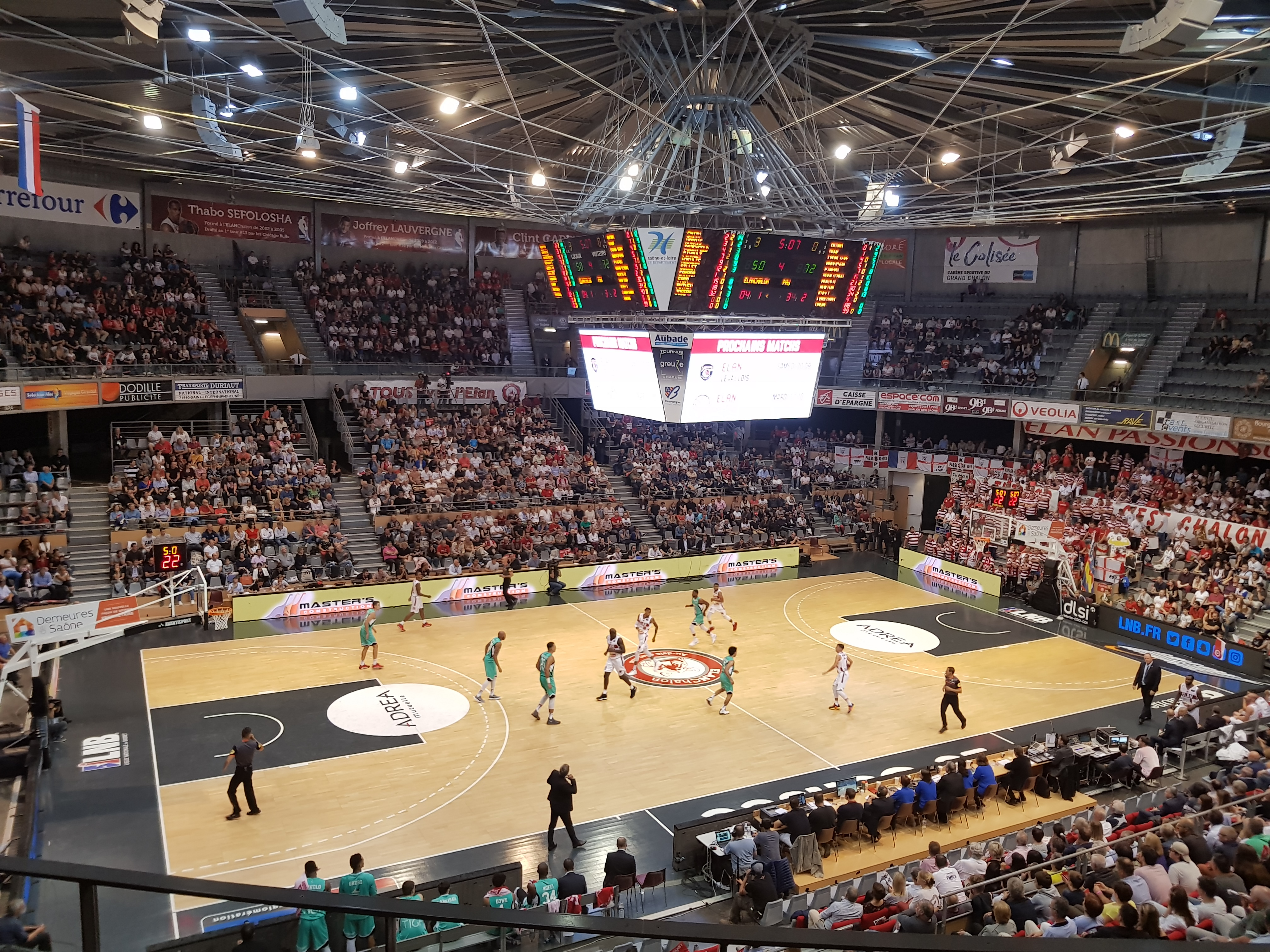
Match de championnat entre Chalon et Pau-Lacq-Orthez en 2017.

- le premier affronte le huitième (match 1)
- le deuxième affronte le septième (match 2)
- le troisième affronte le sixième (match 3)
- le quatrième affronte le cinquième (match 4)

En demi-finales, le vainqueur du match 1 affronte le vainqueur du match 4 et le vainqueur du match 2 affronte le vainqueur du match 3. Les quarts de finale se jouent au meilleur des trois manches, c'est-à-dire que la première équipe à gagner deux matchs est qualifiée pour les demi-finales. Les demi-finales (depuis 2014) et la finale (depuis 2013) se jouent au meilleur des cinq manches. Le vainqueur de la finale est désigné champion de France.
Le club classé 16e à la fin de la saison régulière est relégué en Pro B et est remplacé par l'équipe classée première de Pro B à l'issue de la saison régulière.
L’équipe classée 15ème de la saison régulière intègre le tableau des playoffs d’accession Pro B à la place n°5 et conserve les mêmes règles de participation que celle imposées aux équipes participant à la Betclic ELITE.

### Points au classement
Depuis la saison 1949-1950 et jusqu'à la saison 1987-1988, la victoire valait trois points, le match nul deux points et la défaite un point. La suppression du match nul lors de la saison 1988-1989 a entraîné l'instauration d'un nouveau barème. Une équipe marque deux points pour une victoire et un point pour une défaite lors de la saison régulière. Depuis la saison 2013-2014, le classement se fait au pourcentage de victoires.

### Match des champions
Depuis 2005, le Match des champions oppose le champion de France en titre au vainqueur de la Coupe de France de la saison précédente. Dans le cas où un club a réalisé le doublé Championnat-Coupe, il est opposé au finaliste de la Coupe de France. Entre 2005 et 2008, le match est programmé lors de la première journée de Championnat Pro A. Depuis, il n'est plus intégré à la saison régulière et se déroule donc avant le coup d'envoi du championnat. Le vainqueur est récompensé par un trophée en forme de bouclier. Il n'est plus disputé après l'édition 2017, faute d'un véritable engouement des supporters.
| Saison | Champion de France  | Vainqueur ou Finaliste de la Coupe de France | Score          |
| ------ | ------------------- | -------------------------------------------- | -------------- |
| 2005   | SIG Strasbourg      | BCM Gravelines Dunkerque                     | 71 - 88        |
| 2006   | Le Mans SB          | JDA Dijon                                    | 69 - 70        |
| 2007   | Chorale de Roanne   | EB Pau-Lacq-Orthez                           | 74 - 79        |
| 2008   | SLUC Nancy          | ASVEL                                        | 76 - 73        |
| 2009   | ASVEL               | Le Mans SB                                   | 76 - 54        |
| 2010   | Cholet              | Orléans                                      | 85 - 79 (a.p.) |
| 2011   | SLUC Nancy          | ES Chalon-sur-Saône                          | 89 - 83        |
| 2012   | ES Chalon-sur-Saône | Limoges CSP                                  | 76 - 78        |
| 2013   | Nanterre 92         | Paris-Levallois                              | 72 - 81        |
| 2014   | Limoges CSP         | Nanterre 92                                  | 54 - 70        |
| 2015   | Limoges CSP         | Strasbourg IG                                | 59 - 86        |
| 2016   | ASVEL               | Le Mans SB                                   | 75 - 71        |
| 2017   | ES Chalon-sur-Saône | Nanterre 92                                  | 69 - 95        |

### All-Star Game & Leaders Cup
La phase régulière du championnat est animée par deux évènements : le All-Star Game et la Leaders Cup.
Inauguré en 1987, le All-Star Game est un match de gala qui oppose depuis 1992 une sélection des meilleurs Français à une sélection des meilleurs étrangers du championnat. Depuis 2002, il est coorganisé par l'équipementier Nike et se déroule au Palais omnisports de Paris-Bercy, le dimanche entre Noël et Nouvel An. La manifestation, qui comporte également plusieurs concours (dunks, trois-points...) et diverses animations, est un grand succès populaire. Les sept dernières éditions se sont ainsi déroulées à guichets fermés.
Mise en place en 2003, la Semaine des As, devenue la Disneyland Paris Leaders Cup LNB en 2013, met aux prises les 8 premières équipes de Pro A à l’issue des matchs aller. Ce tournoi à élimination directe se déroule traditionnellement en février et, de par son format, favorise les surprises et les fins de matchs à suspens. Il s'impose désormais comme le premier rendez-vous important de la saison pour les clubs. Le vainqueur gagne en effet un ticket en Coupe d'Europe FIBA, la troisième coupe européenne, pour la saison suivante.

## Palmarès
| Saison                             | Champion                 |
| 1920-1921                          | Stade français (1)       |
| 1921-1922                          | ICAM Lille (1)           |
| 1922-1923                          | EN Arras (1)             |
| 1923-1924                          | FA Mulhouse (1)          |
| 1924-1925                          | FA Mulhouse (2)          |
| 1925-1926                          | FA Mulhouse (3)          |
| 1926-1927                          | Stade français (2)       |
| 1927-1928                          | FA Mulhouse (4)          |
| 1928-1929                          | FA Mulhouse (5)          |
| 1929-1930                          | FA Mulhouse (6)          |
| 1930-1931                          | FA Mulhouse (7)          |
| 1931-1932                          | CAUFA Reims (1)          |
| 1932-1933                          | CAUFA Reims (2)          |
| 1933-1934                          | Olympique lillois (1)    |
| 1934-1935                          | CA Mulhouse (1)          |
| 1935-1936                          | SCPO Paris (1)           |
| 1936-1937                          | CA Mulhouse (2)          |
| 1937-1938                          | SCPO Paris (2)           |
| 1938-1939                          | US Métro (1)             |
| Non joué en 1939-1940 et 1940-1941 |                          |
| 1941-1942                          | US Métro (2)             |
| 1942-1943                          | Grenoble (1)             |
| 1943-1944                          | Grenoble (2)             |
| 1944-1945                          | Championnet (1)          |
| 1945-1946                          | ESSMG Lyon (1)           |
| 1946-1947                          | Paris UC (1)             |
| 1947-1948                          | UA Marseille (1)         |
| 1948-1949                          | ASVEL (1)                |
| 1949-1950                          | ASVEL (2)                |
| 1950-1951                          | Racing CF (1)            |
| 1951-1952                          | ASVEL (3)                |
| 1952-1953                          | Racing CF (2)            |
| 1953-1954                          | Racing CF (3)            |
| 1954-1955                          | ASVEL (4)                |
| 1955-1956                          | ASVEL (5)                |
| 1956-1957                          | ASVEL (6)                |
| 1957-1958                          | Charleville-Mézières (1) |
| 1958-1959                          | Roanne (1)               |
| 1959-1960                          | Charleville-Mézières (2) |
| 1960-1961                          | Bagnolet (1)             |
| 1961-1962                          | Bagnolet (2)             |
| 1962-1963                          | Paris UC (2)             |
| 1963-1964                          | ASVEL (7)                |
| 1964-1965                          | Denain (1)               |
| 1965-1966                          | ASVEL (8)                |
| 1966-1967                          | Bagnolet (3)             |
| 1967-1968                          | ASVEL (9)                |
| 1968-1969                          | ASVEL (10)               |
| 1969-1970                          | Antibes (1)              |
| 1970-1971                          | ASVEL (11)               |
| 1971-1972                          | ASVEL (12)               |
| 1972-1973                          | AS Berck (1)             |
| 1973-1974                          | AS Berck (2)             |
| 1974-1975                          | ASVEL (13)               |
| 1975-1976                          | ASPO Tours (1)           |
| 1976-1977                          | ASVEL (14)               |
| 1977-1978                          | Le Mans SB (1)           |
| 1978-1979                          | Le Mans SB (2)           |
| 1979-1980                          | ASPO Tours (2)           |
| 1980-1981                          | ASVEL (15)               |
| 1981-1982                          | Le Mans SB (3)           |
| 1982-1983                          | Limoges CSP (1)          |
| 1983-1984                          | Limoges CSP (2)          |
| 1984-1985                          | Limoges CSP (3)          |
| 1985-1986                          | EB Pau-Orthez (1)        |
| 1986-1987                          | EB Pau-Orthez (2)        |
| 1987-1988                          | Limoges CSP (4)          |
| 1988-1989                          | Limoges CSP (5)          |
| 1989-1990                          | Limoges CSP (6)          |
| 1990-1991                          | Antibes (2)              |
| 1991-1992                          | EB Pau-Orthez (3)        |
| 1992-1993                          | Limoges CSP (7)          |
| 1993-1994                          | Limoges CSP (8)          |
| 1994-1995                          | Antibes (3)              |
| 1995-1996                          | EB Pau-Orthez (4)        |
| 1996-1997                          | Paris BR (4)             |
| 1997-1998                          | EB Pau-Orthez (5)        |
| 1998-1999                          | EB Pau-Orthez (6)        |
| 1999-2000                          | Limoges CSP (9)          |
| 2000-2001                          | EB Pau-Orthez (7)        |
| 2001-2002                          | ASVEL (16)               |
| 2002-2003                          | EB Pau-Orthez (8)        |
| 2003-2004                          | EB Pau-Orthez (9)        |
| 2004-2005                          | Strasbourg IG (1)        |
| 2005-2006                          | Le Mans SB (4)           |
| 2006-2007                          | Roanne (2)               |
| 2007-2008                          | SLUC Nancy (1)           |
| 2008-2009                          | ASVEL (17)               |
| 2009-2010                          | Cholet Basket (1)        |
| 2010-2011                          | SLUC Nancy (2)           |
| 2011-2012                          | Élan Chalon (1)          |
| 2012-2013                          | JSF Nanterre (1)         |
| 2013-2014                          | Limoges CSP (10)         |
| 2014-2015                          | Limoges CSP (11)         |
| 2015-2016                          | ASVEL (18)               |
| 2016-2017                          | Élan Chalon (2)          |
| 2017-2018                          | Le Mans SB (5)           |
| 2018-2019                          | ASVEL (19)               |
| 2019-2020                          | Saison suspendue         |
| 2020-2021                          | ASVEL (20)               |
| 2021-2022                          | ASVEL (21)               |
| 2022-2023                          | AS Monaco (1)            |
| 2023-2024                          | AS Monaco (2)            |
| 2024-2025                          | Paris Basketball (1)     |

## Bilan
| Équipes                        | Titres | Saisons |
| ------------------------------ | ------ | --- |
| ASVEL Lyon-Villeurbanne        | 21     | 1949, 1950, 1952, 1955, 1956, 1957, 1964, 1966, 1968, 1969, 1971, 1972, 1975, 1977, 1981, 2002, 2009, 2016, 2019, 2021, 2022 |
| Limoges CSP                    | 11     | 1983, 1984, 1985, 1988, 1989, 1990, 1993, 1994, 2000, 2014, 2015                                                             |
| Élan béarnais Pau-Orthez       | 9      | 1986, 1987, 1992, 1996, 1998, 1999, 2001, 2003, 2004                                                                         |
| Foyer alsacien Mulhouse        | 7      | 1924, 1925, 1926, 1928, 1929, 1930, 1931                                                                                     |
| Le Mans Sarthe Basket          | 5      | 1978, 1979, 1982, 2006, 2018                                                                                                 |
| Paris Basket Racing            | 4      | 1951, 1953, 1954, 1997 |
| Olympique d'Antibes            | 3      | 1970, 1991, 1995 |
| Alsace de Bagnolet             | 3      | 1961, 1962, 1967 |
| Élan Chalon                    | 2      | 2012, 2017 |
| SLUC Nancy                     | 2      | 2008, 2011 |
| Chorale Roanne Basket          | 2      | 1959, 2007 |
| ASPO Tours                     | 2      | 1976, 1980 |
| AS Berck                       | 2      | 1973, 1974 |
| Paris Université Club          | 2      | 1947, 1963 |
| Étoile de Charleville-Mézières | 2      | 1958, 1960 |
| FC Grenoble                    | 2      | 1943, 1944 |
| US Métro                       | 2      | 1939, 1942 |
| SCPO Paris                     | 2      | 1936, 1938 |
| CA Mulhouse                    | 2      | 1935, 1937 |
| CAUFA Reims                    | 2      | 1932, 1933 |
| Stade français                 | 2      | 1921, 1927 |
| AS Monaco                      | 2      | 2023, 2024 |
| JSF Nanterre                   | 1      | 2013 |
| Cholet                         | 1      | 2010 |
| SIG Strasbourg                 | 1      | 2005 |
| AS Denain Voltaire             | 1      | 1965 |
| U. A. Marseille                | 1      | 1948 |
| Éveil de Lyon                  | 1      | 1946 |
| Championnet Sport              | 1      | 1945 |
| Olympique lillois              | 1      | 1934 |
| EN Arras                       | 1      | 1923 |
| ICAM Lille                     | 1      | 1922 |
| Paris Basketball               | 1      | 2025 |

- 32 équipes ont remporté au moins un titre de champion de France depuis la première édition du championnat en 1921. L'ASVEL Lyon-Villeurbanne est en tête du bilan avec 21 titres remportés. Le Limoges CSP est second avec 11 titres remportés et Pau-Orthez est troisième au classement avec 9 titres. Suit le FA Mulhouse avec 7 titres.
- Un club a réalisé le quadruplé : le FA Mulhouse de 1928 à 1931.
- Trois clubs ont réalisé le triplé : le FA Mulhouse de 1924 à 1926 ; l'ASVEL Lyon-Villeurbanne de 1955 à 1957 et de 2019 à 2022 (l'édition 2020 est annulée) et le Limoges CSP de 1983 à 1985 et de 1988 à 1990.
- Onze clubs ont réalisé le doublé : l'ASVEL Lyon-Villeurbanne à quatre reprises, en 1949-1950, en 1968-1969, en 1971-1972 et en 2021-2022 ; Pau-Orthez, également à trois reprises, en 1986-1987, en 1998-1999 et en 2003-2004 ; le Limoges CSP à deux reprises en 1993-1994 et en 2014-2015 ; le CAUFA Reims, en 1932-1933 ; l'US Métro en 1939-1942 ; FC Grenoble en 1943-1944 ; le Racing CF en 1953-1954 ; l'Alsace de Bagnolet en 1961-1962 ; l'AS Berck en 1973-1974 ; Le Mans en 1978-1979 et l'AS Monaco en 2023-2024.
- Le plus grand nombre de points marqué par un joueur sur un match est détenu par Jean-Pierre Staelens : 71 points contre Valenciennes le 4 mars 1967.
- Le Limoges CSP est le club ayant perdu le moins de rencontres sur une saison régulière : une défaite en 1989-1990 puis en 1992-1993.
- L'ASVEL Lyon-Villeurbanne est le club ayant disputé le plus de finales : 35 entre 1949 et 2022.
- Le Limoges CSP détient le record de finales consécutives (8) entre 1987 et 1994.
- Le Mans détient le record du nombre de participations consécutives aux play-offs (20) entre 1997 et 2016

## Joueurs

### Les plus titrés
- Liste des joueurs ayant obtenu le plus de titres de champion de France :

| Joueur              | Club(s)                                       | Titres |
| ------------------- | --------------------------------------------- | ------ |
| André Tondeur       | FA Mulhouse (7), CA Mulhouse (2)              | 9      |
| Richard Dacoury     | Limoges (8), Paris (1)                        | 9      |
| Alain Gilles        | Villeurbanne                                  | 8      |
| Frédéric Fauthoux   | Pau-Orthez                                    | 7      |
| Didier Gadou        | Pau-Orthez                                    | 7      |
| Henri Grange        | Villeurbanne                                  | 7      |
| Jean-Michel Sénégal | Villeurbanne (2), Tours (2), Limoges (3)      | 7      |
| André Buffière      | Lyon (1), Marseille (1), Villeurbanne (4)     | 6      |
| Laurent Foirest     | Antibes (2), Pau-Orthez (3), Villeurbanne (1) | 6      |
| Raymond Sahy        | Villeurbanne                                  | 6      |

### Récompenses individuelles
Les titres de meilleur joueur (MVP) français et étranger, et de meilleur espoir sont remis depuis 1983 par le mensuel Maxi-Basket. La distinction de meilleur entraîneur est décernée depuis 1986 par le syndicat des coachs de basket (SCB) lors de la soirées des trophées LNB.
Entre 1994 et 2005, le quotidien L'Équipe procède également à son élection des meilleurs joueurs français et étrangers du championnat. Les résultats de ce scrutin figurent aussi au palmarès officiel de la LNB, ce qui explique que certaines saisons présentent deux lauréats.
Depuis 2015, un seul MVP est nommé remplaçant le principe de deux MVP (un français et un étranger).

#### MVP Français
- Liste des joueurs français ayant obtenu le plus de titres de MVP :

| Joueur             | Club(s)                    | Titres de MVP | Saisons                      |
| ------------------ | -------------------------- | ------------- | ---------------------------- |
| Antoine Rigaudeau  | Cholet (4), Pau-Orthez (1) | 5             | 1991, 1992, 1993, 1994, 1996 |
| Stéphane Ostrowski | Limoges                    | 4             | 1986, 1988, 1989, 1990       |
| Cyril Julian       | Nancy                      | 3             | 2002, 2006, 2007             |
| Jim Bilba          | ASVEL                      | 3             | 1997, 1998, 2001             |
| Yann Bonato        | Paris, Limoges             | 2             | 1995, 1997                   |
| Laurent Foirest    | Pau-Orthez                 | 2             | 1999, 2004                   |
| Laurent Sciarra    | Paris, Gravelines          | 2             | 2003, 2005                   |

#### MVP étranger
- Liste des joueurs ayant obtenu le plus de titres de MVP étranger :

| Joueur         | Club(s) | Titres de MVP | Saisons          |
| -------------- | ------- | ------------- | ---------------- |
| Don Collins    | Limoges | 3             | 1988, 1989, 1990 |
| Ed Murphy      | Limoges | 3             | 1983, 1984, 1985 |
| Michael Brooks | Limoges | 2             | 1991, 1992       |
| Delaney Rudd   | ASVEL   | 2             | 1996, 1997       |
| Michael Young  | Limoges | 2             | 1993, 1994       |

### Joueurs célèbres ou marquants

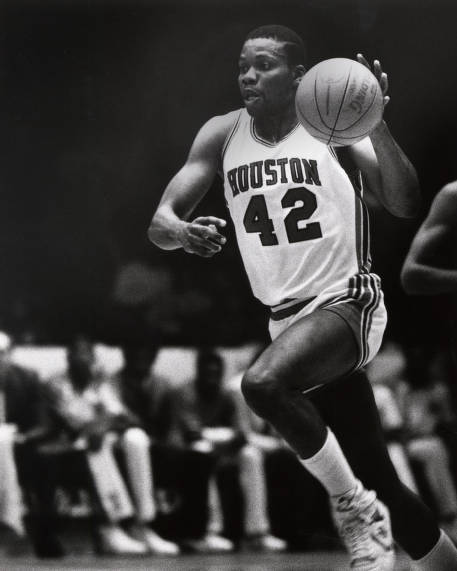
Michael Young.

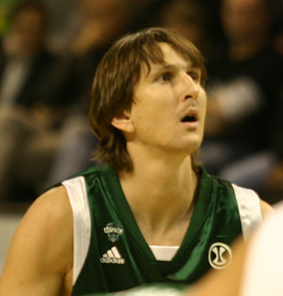
Laurent Foirest.

- David Andersen
- Ron Anderson
- Alexis Ajinça
- Roger Antoine
- João Paulo Batista
- Nicolas Batum
- Rudy Bennett
- Jim Bilba
- Louis Bertorelle
- Eric Beugnot
- Gregor Beugnot
- Jean-Paul Beugnot
- Jean-Claude Bonato
- Yann Bonato
- Nobel Boungou Colo
- Bruce Bowen
- Michael Brooks
- Marcus Brown
- Jacques Cachemire
- Louis Campbell
- Howard Carter
- Fabien Causeur
- Don Collins
- Nando de Colo
- Xavier Corosine
- Richard Dacoury
- Jean Degros
- Valéry Demory
- Boris Diaw
- Alain Digbeu
- Antoine Diot
- Anthony Dobbins
- Maxime Dorigo
- Fabien Dubos
- Hervé Dubuisson
- Roger Esteller
- Randal Falker
- Frédéric Fauthoux
- Appolo Faye
- Laurent Foirest
- Evan Fournier
- Frédéric Forte
- Didier Gadou
- Mickaël Gelabale
- Alain Gilles
- Joseph Gomis
- Henri Grange
- Ricardo Greer
- Roger Haudegand
- Freddy Hufnagel
- Edwin Jackson
- Stanley Jackson
- Mike James
- Keith Jennings
- Eugene Jeter
- Cyril Julian
- Tariq Kirksay
- Alain Koffi
- Dragan Kicanović
- Derrick Lewis
- Samuel Mejia
- Adrien Moerman
- Jacques Monclar
- Robert Monclar
- Gheorghe Muresan
- Ed Murphy
- Hugues Occansey
- Stéphane Ostrowski
- Tony Parker
- Florent Piétrus
- Mickaël Piétrus
- Willie Redden
- J.R. Reid
- Michael Ray Richardson
- Antoine Rigaudeau
- Mykal Riley
- Stéphane Risacher
- David Rivers
- Étienne Roland
- Delaney Rudd
- Marc Salyers
- Blake Schilb
- Laurent Sciarra
- Jean-Michel Senegal
- Robert Smith
- Moustapha Sonko
- Jean-Pierre Staelens
- Amara Sy
- Philip Szanyiel
- Steed Tchicamboud
- Ali Traore
- Graylin Warner
- Frédéric Weis
- Léo Westermann
- Harper Williams
- Michael Young
- Jurij Zdovc
- JaMychal Green

## Entraîneurs
Entraîneurs célèbres ou marquants de l'histoire du Championnat de France :

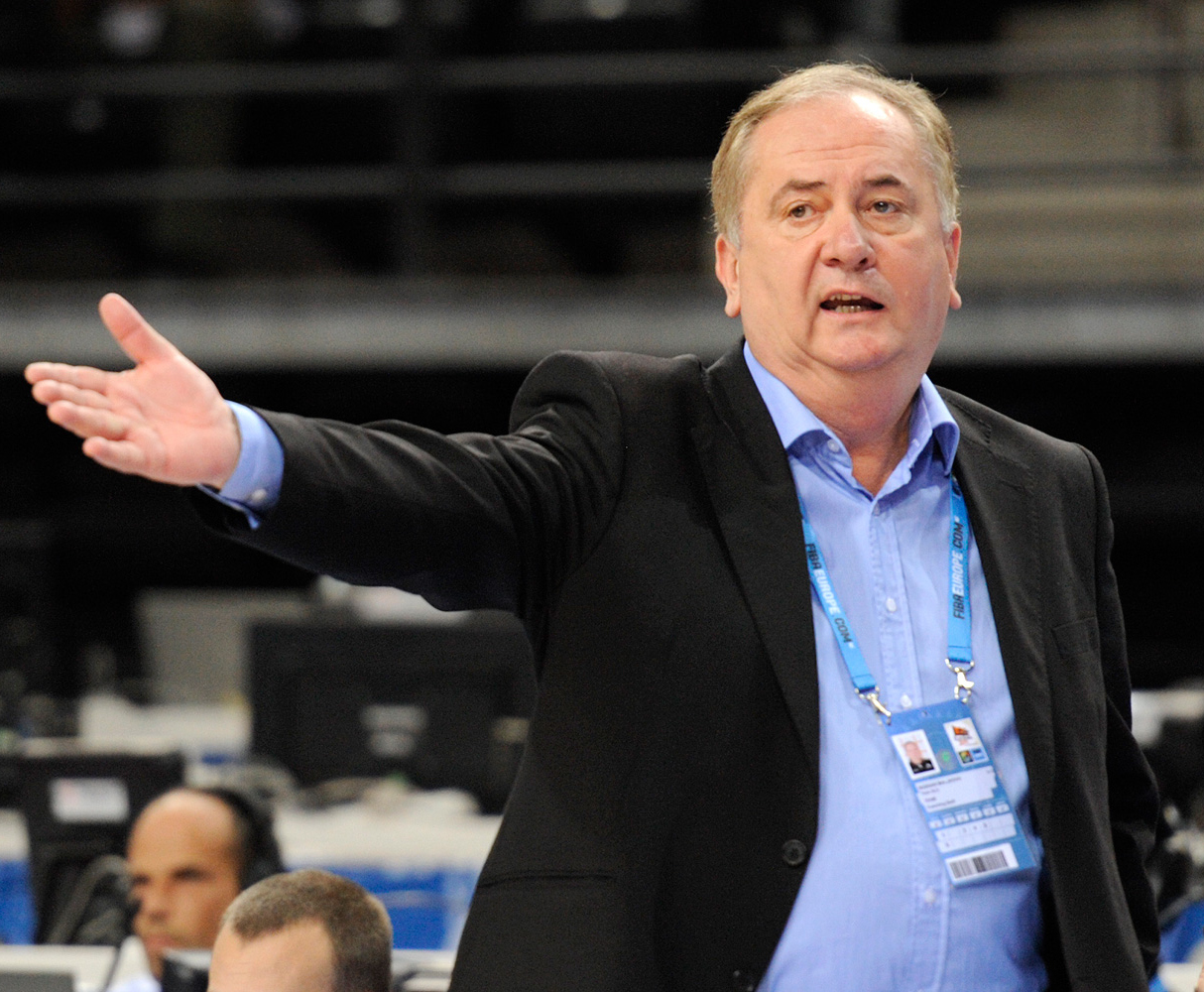
Božidar Maljković, champion de France 1993 et 1994 avec le Limoges CSP.

- Claude Bergeaud
- Gregor Beugnot
- Jean-Louis Borg
- André Buffière
- Robert Busnel
- Jean-Denys Choulet
- Vincent Collet
- Pierre Dao
- Pascal Donnadieu
- Jean Galle
- Aleksandr Gomelski
- Michel Gomez
- Philippe Hervé
- Duško Ivanović
- JD Jackson
- Erman Kunter
- Božidar Maljković
- Zvezdan Mitrović
- Jacques Monclar
- Christian Monschau
- Jean-Luc Monschau
- Bill Sweek
- Frédéric Sarre
- Bogdan Tanjević
- Duško Vujošević
- Panayótis Yannákis

## Rivalités et supporters
La première rivalité du championnat de France oppose dans les années 1920 et 1930 le Foyer alsacien Mulhouse et le Cercle athlétique mulhousien, deux clubs issus de la même ville. Le Foyer alsacien remporte 7 titres entre 1924 et 1931, tandis que le Cercle athlétique est champion de France en 1935 et 1937. Dans les années 1950 et 1960, ce sont les derbys de la région Rhône-Alpes entre l'ASVEL et la Chorale de Roanne qui animent le championnat.

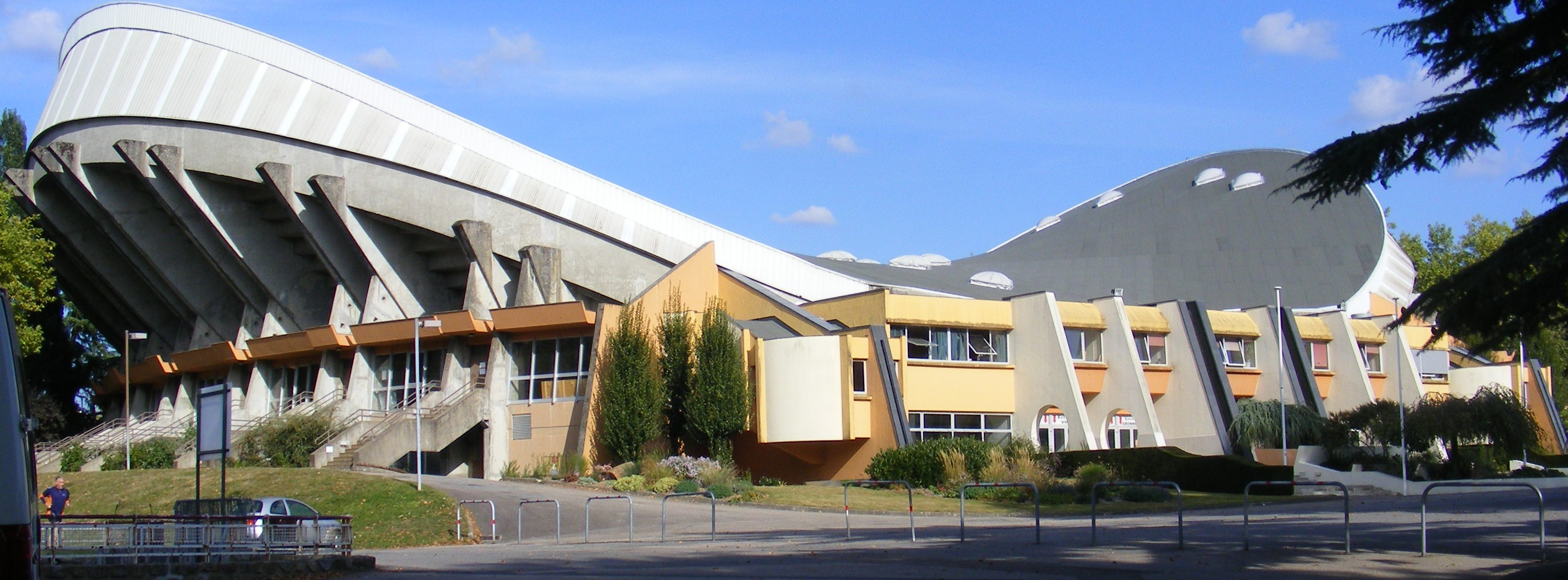
Le Palais des sports de Beaublanc est l'un des symboles de la rivalité entre le CSP et l'Élan béarnais.

C'est dans les années 1980 que naît la plus grosse rivalité de l'histoire du basket français : le CSP Limoges contre l'Élan béarnais Orthez. Leurs affrontements durant les années 1980 et 1990 constituent les rencontres les plus populaires et prestigieuses du basket hexagonal. Elles sont disputées dans un climat passionnel, si bien que plusieurs bagarres les émaillent, notamment lors de la finale 1987 disputée à la Moutète d'Orthez, où les joueurs « confondent basket et pastèques », selon l'expression du journaliste Richard Diot. Le titre se joue régulièrement entre ces deux formations qui, à l'époque, alimentent en grande partie l'effectif de l'équipe de France. Cette rivalité dynamise le championnat et lui donne un regain d'intérêt tout en devenant l'un de ses premiers évènements médiatiques. Stéphane Ostrowski déclare à ce propos : « il y avait cette opposition qui était très forte parce que les joueurs étaient identifiés à leur club. Nous, on défendait nos couleurs et notre club même si ça peut paraître désuet comme principe. [...] On était tous très impliqués dans l’histoire de nos clubs respectifs. Il y avait vraiment un environnement très favorable à cette rivalité. » Celle-ci s'est peu à peu atténuée durant les années 2000, pour laisser place à une lutte entre l'ASVEL et Pau-Orthez, avant de retrouver de sa vigueur lors de la saison 2009-2010, les deux équipes se retrouvant à la lutte pour le titre de Pro B.
Parmi les autres rivalités du championnat de France, on peut également citer le derby de l'Est entre le SLUC Nancy et la SIG Strasbourg, le derby bourguignon entre Élan sportif chalonnais et la JDA Dijon ou encore l'opposition plus récente entre Limoges et Poitiers.
La plupart des clubs du championnat de France possèdent un ou plusieurs kops de supporters qui animent les rencontres : l'"Élan Passion" à Chalon-sur-Saône, les "C'Bulls" à Cholet, les "Irréductibes" à Gravelines, les "Eagles", les "Ultras green" et les "Phénix" à Limoges, les "Félins" au Mans, les "Cougars" à Nancy, les "Dunkers" à Nanterre, les "Magic Sup" à Orléans, les "Peones" à Pau, les "Pictagoules" à Poitiers, "Roanne 1937" à Roanne, les "Blue Sharks" à Toulon, les "Dragons" à Vichy ou encore "Green Gones" à Villeurbanne. Certains clubs de supporters sont réunis au sein de l'Union nationale des clubs de supporters de basket (UNCSB).

## Identité visuelle

### Logos

Jusqu'en sept. 2017.
2017-2018
2018-2021
2021-2025
À partir de la saison 2025-2026.

## Affluences
Le record d'affluence moyenne est détenu par le SLUC Nancy basket (saison 2022-2023) avec 5 829 spectateurs grâce à un taux de remplissage moyen de 97 %.
Le record d'affluence sur un match est détenu par Nanterre 92 à Paris La Défense Arena (saison 2022-2023) avec 16 319 spectateurs le 12 mars 2023 face à l'ASVEL.
- Statistiques de fréquentation du championnat en phase régulière :

| Saison    | Matches joués | Affluence totale | Taux de remplissage (%) | Moyenne |
| --------- | ------------- | ---------------- | ----------------------- | ------- |
| 1997-1998 | 240           | 782 640          | -                       | 3 261   |
| 1998-1999 | 240           | 720 960          | -                       | 3 004   |
| 1999-2000 | 240           | 802 320          | 73                      | 3 343   |
| 2000-2001 | 240           | 830 400          | 79                      | 3 460   |
| 2001-2002 | 240           | 823 553          | 74                      | 3 425   |
| 2002-2003 | 240           | 812 876          | 75                      | 3 374   |
| 2003-2004 | 306           | 997 981          | 76                      | 3 261   |
| 2004-2005 | 306           | 963 551          | 74                      | 3 149   |
| 2005-2006 | 306           | 964 529          | 76                      | 3 152   |
| 2006-2007 | 306           | 1 036 214        | 77                      | 3 386   |
| 2007-2008 | 240           | 840 854          | 77                      | 3 504   |
| 2008-2009 | 240           | 855 579          | 82                      | 3 565   |
| 2009-2010 | 240           | 803 280          | 83                      | 3 347   |
| 2010-2011 | 240           | 884 437          | 82                      | 3 685   |
| 2011-2012 | 240           | 886 320          | 80                      | 3 693   |
| 2012-2013 | 240           | 904 560          | 82                      | 3 769   |
| 2013-2014 | 240           | 931 542          | 82                      | 3 881   |
| 2014-2015 | 306           | 1 110 370        | 83                      | 3 629   |
| 2015-2016 | 306           |                  | 76                      | 3 541   |
| 2016-2017 | 306           |                  | 76                      | 3 576   |
| 2017-2018 | 306           |                  |                         |         |
| 2018-2019 | 306           |                  | 83                      |         |
| 2021-2022 | 306           |                  | 77                      | 3 202   |
| 2022-2023 | 306           | 1 200 000        | 87                      | 3 910   |
| 2023-2024 | 306           |                  | 88                      | 3 880   |
| 2024-2025 | 306           |                  | 94                      | 4 139   |

## Économie

### Budgets des clubs
Pour la saison 2014-2015, le budget moyen d'un club de Pro A s'établit à 4,65 millions d'euros.
L'ASVEL Lyon-Villeurbanne présente le plus gros budget (7,30 M€), devant le Limoges CSP (7,21 M€) et Strasbourg IG (5,92 M€). Le Havre STB présente le plus petit budget du championnat (2,39 M€). Dans ce domaine, la Pro A est loin derrière le Top 14 de rugby avec une moyenne de 21 millions d'euros et la Ligue 1 de football avec une moyenne de 73,25 millions d’euros.
Pour la saison 2023-2024, le budget moyen d'un club de Betclic Élite s'établit à 9,7 millions d'euros, ce qui constitue un record, notamment grâce à ses deux clubs d'Euroligue et au budget là aussi record de l'AS Monaco de 27,5 millions d'euros.

### Salaires des joueurs
Pour la saison 2014-2015, le salaire moyen d'un joueur de Pro A s'établit aux alentours de 10 000 € mensuels. Dans ce domaine, les rémunérations des joueurs de Pro A sont inférieures à celles des joueurs du Top 14 de rugby, qui présente un salaire moyen de 14 500 €, et celles des footballeurs de Ligue 1 avec un salaire moyen de 45 000 €.
Pour la saison 2014-2015, le joueur le mieux rémunéré de Pro A est le meneur français Léo Westermann (Limoges CSP), avec un salaire mensuel de 25 400 € devant le pivot australien David Andersen (ASVEL Lyon-Villeurbanne), avec un salaire mensuel de 23 300 € et le meneur américain Michael Green (Paris-Levallois Basket), avec un salaire mensuel de 20 000 €.
Lors de la saison 2023-2024, les masses salariales des équipes sont comprises entre 1 et 3 millions d'euros, à l'exception des deux clubs d'Euroligue Monaco (13,1 millions) et l'ASVEL (7,2 millions).
Pour la saison 2023-2024, le joueur le mieux rémunéré est le meneur américain Mike James avec plus de 2 millions d'euros annuel. 6 autres joueurs ont des salaires supérieurs ou égal à 1 millions d'euros annuel.

### Naming
À partir de mars 2018, la LNB s'associe à la marque automobile Jeep pour ce qui constitue la première expérience de naming du championnat de France de basket-ball. La Pro A devient alors la Jeep Élite le 1er mars 2018.
En juin 2021, la LNB s'engage pour trois ans avec l'entreprise de paris sportifs Betclic pour que le championnat de première division soit appelé Betclic Élite.

### Luxury tax
La LNB instaure, à partir de la saison 2023-2024 et pour l'instant jusqu'en 2027, une « luxury tax » ou « taxe de luxe », c'est-à-dire un impôt que doivent payer les clubs qui dépensent une trop grande partie de leur budget dans la masse salariale (principalement le salaire des joueurs). Les modalités de taxation et le seuil de cet impôt ne sont pas encore définis. Cette taxe vise spécifiquement l'AS Monaco, qui domine alors le championnat de France et dont la masse salariale compose 52 % de son budget (contre au plus 36 % pour les autres clubs). L'AS Monaco est critiquée par ses concurrents pour son budget élevé et les avantages fiscaux et sociaux du système monégasque dont il bénéficie,.

## Couverture médiatique

### Télévision

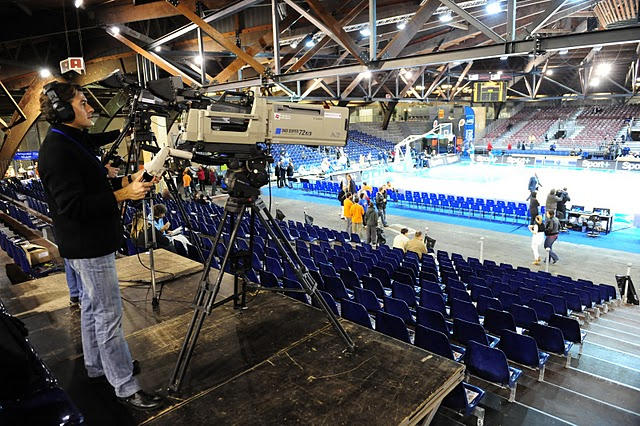
Exemple de dispositif médiatique

Longtemps le championnat de France fut diffusé sur Canal +, France télévision ainsi qu'Eurosport et jouissait d'une large couverture médiatique compte tenu des exploits de Limoges et de Pau-Orthez sur le plan international.
De la saison 2012-2013 à 2014-2015, des matchs sont retransmis sur Sport+ et Canal+ Sport.
Après l'arrêt de la chaîne Sport+, la FFBB conclut pour cinq ans un contrat pour la diffusion de deux rencontres par semaine de Pro A, de rencontres de Pro B et de la Ligue féminine de basket avec Ma Chaîne Sport (diffusée dans les bouquets de base de CanalSat et de SFR-Numericable) et pour 12 rencontres par an sur L'Équipe 21, pour un montant annuel de 10 millions d'euros supérieurs aux 6 millions du précédent contrat.
De la saison 2016-2017 à la saison 2019-2020, 2 matchs par journée sont diffusés sur SFR Sport 2 (anciennement Ma Chaîne Sport) et 1 affiche est diffusée en clair sur Numéro 23, chaîne appartenant au groupe NextRadioTV, dont SFR Média est actionnaire à 49 %. Il s'agit de celle du dimanche à 18h30. L'intégralité des playoffs est diffusé en direct sur SFR Sport 2.
En 2020, SFR Sport renommée RMC Sport décide d’arrêter la diffusion du basket-ball français. Au mois de septembre, la LNB annonce avoir trouvé un accord portant sur la diffusion de la première division masculine, de la Ligue féminine de basket-ball et des finales de coupe de France sur L'Équipe. Un accord conclu avec la diffusion de la Jeep Élite et de la Pro B sur Sport en France.
Dès la saison 2021-2022, la plupart des matchs sont diffusés gratuitement en ligne sur la plateforme LNB TV. La chaîne Sport en France continue de diffuser un match sur son antenne, tandis que beIN Sports diffuse la meilleure affiche de chaque journée, avec les playoffs. En plus de cette couverture, les antennes régionales de France 3 diffusent un ou deux matchs par mois.
À compter de la saison 2023-2024 et jusqu'en 2030, L'Équipe retransmet 1 match par semaine, 10 matchs de Playoffs dont les finales, 3 matchs de la Leaders Cup et le All Star Game. La plateforme SKWEEK retransmet, quant à elle, l'intégralité des matchs par saison.
Néanmoins, en raison d'impayés de la plateforme SKWEEK durant la saison 2023-2024, le diffuseur change à compter de la saison 2024-2025 et devient la plateforme DAZN jusqu'en 2029.

### Presse
Le championnat est aussi couvert par les journaux sportifs, les sites spécialisés et les pages sports des quotidiens régionaux.

### Radio
Quelques radios locales diffusent les matchs des clubs pensionnaires, voici une liste non exhaustive des diffuseurs :
- ASVEL Tonic Radio (webradio) pour l'ASVEL Lyon-Villeurbanne.
- Radio Scoop Bourg-en-Bresse (flux web) pour la JL Bourg Basket.
- France Bleu Limousin pour le Limoges CSP.
- France Bleu Alsace pour la SIG Strasbourg.
- France Bleu Béarn pour l'Élan béarnais Pau-Lacq-Orthez
- France Bleu Maine pour Le Mans Sarthe Basket